# Marcos (Ilocos Norte)
Marcos is een gemeente in de Filipijnse provincie Ilocos Norte op het eiland Luzon. Bij de laatste census in 2010 telde de gemeente bijna 17 duizend inwoners.

## Geografie

### Bestuurlijke indeling
Marcos is onderverdeeld in de volgende 13 barangays:
| - Pacifico - Imelda - Elizabeth - Daquioag - Escoda - Ferdinand - Fortuna | - Lydia - Mabuti - Valdez - Tabucbuc - Santiago - Cacafean |

## Demografie
Marcos had bij de census van 2010 een inwoneraantal van 16.984 mensen. Dit waren 273 mensen (1,6%) meer dan bij de vorige census van 2007. Ten opzichte van de census van 2000 was het aantal inwoners gegroeid met 1.830 mensen (12,1%). De gemiddelde jaarlijkse groei in die periode kwam daarmee uit op 1,15%, hetgeen lager was dan het landelijk jaarlijks gemiddelde over deze periode (1,90%).

De bevolkingsdichtheid van Marcos was ten tijde van de laatste census, met 16.984 inwoners op 72,77 km², 233,4 mensen per km².